# Црква Светог Николаја у Живиницама
Црква Светог Николаја у Живиницама је храм Српске православне цркве који припада Епархији бањалучкој. Налази се у Живиницама, општина Кнежево. Храм је саграђен 1921. године на месту старије цркве која је изграђена 1850. године.
За време Другог светског рата црква је спаљена, након чега је обновљена у периоду 1950-1964. године.